# Insatiable (Fernsehserie)
Insatiable (dt. unersättlich) ist eine US-amerikanische Dramedy-Fernsehserie von Lauren Gussis.
Die zwölf Folgen der ersten Staffel wurden am 10. August 2018 bei Netflix veröffentlicht. Am 13. September 2018 wurde eine zweite Staffel der Serie bestellt, die am 11. Oktober 2019 veröffentlicht wurde.
Im Februar 2020 wurde die Absetzung der Serie bekannt.

## Handlung
Patty wurde aufgrund ihres Übergewichts gemobbt. Als sie dünn geworden ist, will sie sich an ihren Peinigern rächen. Der Anwalt Bob versucht sich als Coach für Schönheitswettbewerbe und Patty ist seine neue Klientin, seine letzte Hoffnung, nachdem sein Ruf als Anwalt und Coach durch falsche Missbrauchsvorwürfe ruiniert wurde. Allerdings ist er hilflos überfordert und kann sie nicht mehr kontrollieren.

## Besetzung und Synchronisation
Die deutsche Synchronisation entstand unter dem Dialogbuch und der Dialogregie von Horst Müller durch die Berliner Synchron GmbH in Berlin.

### Hauptdarsteller
| Rolle                      | Schauspieler       | Hauptrolle (Episode) | Nebenrolle (Episode) | Synchronsprecher           |
| -------------------------- | ------------------ | -------------------- | -------------------- | -------------------------- |
| Robert „Bob“ Armstrong Jr. | Dallas Roberts     | 1.01–2.10            |                      | Michael Pan                |
| Patricia „Patty“ Bladell   | Debby Ryan         | 1.01–2.10            |                      | Maria Hönig                |
| Robert „Bob“ Barnard       | Christopher Gorham | 1.01–2.10            |                      | Jaron Löwenberg            |
| Angie Bladell              | Sarah Colonna      | 1.01–2.10            |                      | Juana-Maria von Jascheroff |
| Magnolia Barnard           | Erinn Westbrook    | 1.01–2.10            |                      | Lisa May-Mitsching         |
| Nonnie Thompson            | Kimmy Shields      | 1.01–2.10            |                      | Victoria Frenz             |
| Brick Armstrong            | Michael Provost    | 1.01–2.10            |                      | Christian Zeiger           |
| Dixie Sinclair             | Irene Choi         | 1.01–2.10            |                      | Daniela Reidies            |
| Coralee Armstrong          | Alyssa Milano      | 1.01–2.10            |                      | Heide Domanowski           |
| Regina Sinclair            | Arden Myrin        | 2.01–2.10            | 1.01–1.12            | Christin Marquitan         |

### Nebendarsteller
| Rolle                   | Schauspieler          | Nebenrolle (Episode)   | Synchronsprecher  |
| ----------------------- | --------------------- | ---------------------- | ----------------- |
| Donald Choi             | Daniel Kang           | 1.01–2.04              | Dirk Petrick      |
| Christian Keene         | James Lastovic        | 1.02–1.12, 2.09        | Jeremias Koschorz |
| Sheriff Hank Thompson   | Jordan Gelber         | 1.02, 1.07, 1.10, 1.12 | Bernd Vollbrecht  |
| Gail Keene              | Christine Taylor      | 1.05, 1.09             | Marion Musiol     |
| Deborah „Dee“ Marshall  | Ashley D. Kelley      | 1.06–2.07              | Friederike Walke  |
| Pastor Mike Keene       | Michael Ian Black     | 1.06–1.09, 2.10        | Thomas Schmuckert |
| Heather Jackson Johnson | Caroline Pluta        | 2.01–2.10              | Lina Rabea Mohr   |
| Detective Rudy Cruz     | Vincent Rodriguez III | 2.01–2.09              | Tobias Müller     |
| Henry Lee               | Alex Landi            | 2.05–2.08              | Ricardo Richter   |

### Gastdarsteller
| Rolle                | Schauspieler     | Gastrolle (Episode)         | Synchronsprecher  |
| -------------------- | ---------------- | --------------------------- | ----------------- |
| Robert Armstrong Sr. | Brett Rice       | 1.01, 1.08, 1.11, 2.05–2.07 | Lutz Riedel       |
| Etta Mae Barnard     | Carly Hughes     | 1.01, 1.04                  | Martina Treger    |
| Stella Rose Buckley  | Beverly D’Angelo | 1.03, 1.07, 1.12, 2.09–2.10 | Arianne Borbach   |
| Roxy Buckley         | Chloe Bridges    | 1.03, 1.07, 1.11–2.01       | Marieke Oeffinger |
| Brandylynn Huggens   | Robin Tunney     | 1.03                        | Vera Teltz        |
| Jon                  | Michael Perez    | 1.05, 1.09–1.10             | Oscar Räuker      |
| Gordy Greer          | William Baldwin  | 1.10                        | Michael Iwannek   |
| Gordy Greer          | Dana Ashbrook    | 2.03–2.04                   | Michael Iwannek   |

## Episodenliste

### Staffel 1
| Nr. (ges.) | Nr. (St.) | Deutscher Titel                    | Originaltitel          | Erstveröffentlichung USA | Deutschsprachige Erstveröffentlichung (D/A/CH) | Regie           | Drehbuch                        |
| ---------- | --------- | ---------------------------------- | ---------------------- | ------------------------ | ---------------------------------------------- | --------------- | ------------------------------- |
| 1          | 1         | Pilot                              | Pilot                  | 10. Aug. 2018            | 10. Aug. 2018                                  | Andrew Fleming  | Lauren Gussis                   |
| 2          | 2         | Schlanksein ist magisch            | Skinny Is Magic        | 10. Aug. 2018            | 10. Aug. 2018                                  | Andrew Fleming  | Lauren Gussis & Jace Richdale   |
| 3          | 3         | Miss Bareback Buckaroo             | Miss Bareback Buckaroo | 10. Aug. 2018            | 10. Aug. 2018                                  | Andrew Fleming  | Kari Drake & Craig Chester      |
| 4          | 4         | WMBS                               | WMBS                   | 10. Aug. 2018            | 10. Aug. 2018                                  | Maggie Kiley    | Danielle Hoover & David Monahan |
| 5          | 5         | Bikini-Hundewäsche                 | Bikinis and Bitches    | 10. Aug. 2018            | 10. Aug. 2018                                  | Andrew Fleming  | Lauren Gussis & Andrew Green    |
| 6          | 6         | Dunk ‚N‘ Donut                     | Dunk ‚N‘ Donut         | 10. Aug. 2018            | 10. Aug. 2018                                  | Brian Dannelly  | Kari Drake & Jace Richdale      |
| 7          | 7         | Miss Magic Jesus                   | Miss Magic Jesus       | 10. Aug. 2018            | 10. Aug. 2018                                  | Lev L. Spiro    | Danielle Hoover & David Monahan |
| 8          | 8         | Wiener Queen                       | Wieners and Losers     | 10. Aug. 2018            | 10. Aug. 2018                                  | Andrew Fleming  | Lauren Gussis & Jenina Kibuka   |
| 9          | 9         | Kitty                              | Bad Kitty              | 10. Aug. 2018            | 10. Aug. 2018                                  | Steven Tsuchida | Jace Richdale                   |
| 10         | 10        | Befreiende Wahrheit                | Banana Heart Banana    | 10. Aug. 2018            | 10. Aug. 2018                                  | Elodie Keene    | Tim Schlattmann                 |
| 11         | 11        | In der Regel gewinnen nur Gewinner | Winners Win. Period.   | 10. Aug. 2018            | 10. Aug. 2018                                  | Lev L. Spiro    | Lauren Gussis & Michael Ellis   |
| 12         | 12        | Schlimmer als böse                 | Why Bad Things Happen  | 10. Aug. 2018            | 10. Aug. 2018                                  | Andrew Fleming  | Lauren Gussis & Jace Richdale   |

### Staffel 2
| Nr. (ges.) | Nr. (St.) | Deutscher Titel               | Originaltitel           | Erstveröffentlichung USA | Deutschsprachige Erstveröffentlichung (D/A/CH) | Regie          | Drehbuch                       |
| ---------- | --------- | ----------------------------- | ----------------------- | ------------------------ | ---------------------------------------------- | -------------- | ------------------------------ |
| 13         | 1         | Schwein                       | Pig                     | 11. Okt. 2019            | 11. Okt. 2019                                  | Andrew Fleming | Lauren Gussis                  |
| 14         | 2         | Totes Mädchen                 | Dead Girl               | 11. Okt. 2019            | 11. Okt. 2019                                  | Brian Dannelly | Rick Cleveland                 |
| 15         | 3         | Bumerang                      | Boomerang               | 11. Okt. 2019            | 11. Okt. 2019                                  | Damian Marcano | Scott King                     |
| 16         | 4         | Verdorbener Samen             | Poison Patty            | 11. Okt. 2019            | 11. Okt. 2019                                  | Andrew Fleming | Lauren Gussis & Andrew Fleming |
| 17         | 5         | Selbstfindung                 | Finding Magnolia        | 11. Okt. 2019            | 11. Okt. 2019                                  | Brian Dannelly | Jessica Watson                 |
| 18         | 6         | Essen und laufen              | Eat and Run             | 11. Okt. 2019            | 11. Okt. 2019                                  | Ryan Shiraki   | Lisa Parsons                   |
| 19         | 7         | Drei auf einen Streich        | Full Brazilian          | 11. Okt. 2019            | 11. Okt. 2019                                  | Nancy Hower    | Gil Hizon                      |
| 20         | 8         | Gefängnis einmal anders       | Pretty in Prison        | 11. Okt. 2019            | 11. Okt. 2019                                  | Suzi Yoonessi  | Michael Ellis                  |
| 21         | 9         | Ladybomb                      | Ladybomb                | 11. Okt. 2019            | 11. Okt. 2019                                  | Brian Dannelly | Roxy Röckenwagner              |
| 22         | 10        | Sei die beste Version von dir | The Most You You Can Be | 11. Okt. 2019            | 11. Okt. 2019                                  | Andrew Fleming | Lauren Gussis & Rick Cleveland |

## Produktion
Eine Pilotfolge wurde von The CW bestellt, jedoch dort für eine Serienproduktion abgelehnt und letztendlich von Netflix abgenommen.

## Kritik
Es wurde kritisiert, dass die Fernsehserie Fat-Shaming propagiert und schon vor dem Start der Fernsehserie eine Petition zu deren Absetzung initiiert. Es wird befürchtet, dass die Fernsehserie zu Essstörungen bei jungen Mädchen führt und daher soll die Fernsehserie gar nicht erst gezeigt werden.
Bis Ende Juli 2018 wurden fast 208.000 Stimmen für die Absetzung abgegeben.